# 佑民观
佑民观，俗称天妃庙，是位于北京市通州区张家湾镇里二泗村西的一座全真坤道宫观。 金花圣母的道场。

## 历史
清朝《日下旧闻考》载：「里二泗近张家湾，有佑民观，中建玉皇阁醮台，塑河神像。嘉靖十四年，道士周从善乞宫观名赐金额，名其阁曰“锡禧”。万历十年，灵壁侯汤世龙复新之。」
明嘉靖十四年（1535年），佑民观道长周从善奏请赐观额曰“佑民观”，民间仍俗称“里儿泗庙”。观内祀金花圣母铜像，俗称“娘娘庙”。
明万历十年，漕运总督汤世隆为佑漕运，奏请明神宗生母、永乐店人、慈圣太后李氏重修，李太后信仰金花圣母，而佑民观又在其家乡的大运河边，所以李太后对该观多有布施。崇祯八年（1635），仓场侍郎程注、管河御史禹好善共同重修该观。
清朝顺治八年（1651年），顺治帝慕名来到佑民观，亲自来观中上香求子，并赏银五百两，又经通州士绅田文孝募捐三百两银子，用于修缮该馆以及香火之资。后来，该观在乾隆、光绪、中华民国等时期多次修葺。
清末民初，佑民观共有十多位道士，庙产有十多顷，此外还有骡马、大车、雇工。该馆还有分观，比如潞应观（今属张家湾镇北大化村）。该观十分富有，成为宗教地主。 中华民国时期，该观财产耗尽，日渐衰落。
佑民观为北京市通州区文物保护单位。
2009年8月7日，佑民观开放为道教活动场所。该观成为当时北京市登记开放的第二处全真坤道宫观（第一处为2006年恢复为宗教活动场所的昌平区南口地区龙潭村青龙观），也是当时北京市登记开放的第八处道教活动场所。 

## 建筑
佑民观坐南朝北，观前即大运河。如今有四进院落，以及东面两进跨院。
- 牌楼：临河有四柱三楼式牌楼一座，悬山筒瓦调大脊，五昂斗拱，丁头雀替。正南额曰：“敕赐佑民观”；北面有一匾：“保障漕河”。
- 山门：面阔三间，硬山筒瓦调大脊
- 关帝殿：面阔三间
- 罗汉殿：面阔五间，勾连搭二券
- 金花圣母殿：面阔五间
- 玉皇阁：面阔五间[4]

每重殿均有配殿三间，内祀药王孙思邈，白面灵官达摩，文王后妃及眼光娘娘泥塑神像。各殿间有廊相通。 